# Хеннин, Дерек
Дерек Хеннин (англ. Derek Hennin; 28 декабря 1931 — январь 1989) — английский футболист, выступавший на позиции полузащитника (вингера). Обладатель Кубка Англии 1957/1958 в составе «Болтон Уондерерс».

## Биография
Родился 28 декабря 1931 года в Прескоте (Ланкашир), родители — Гарри и Мэгги Хеннин. У него была младшая сестра Патрисия (Пэт). Учился в современной средней школе Уистон (англ. Whiston Secondary Modern School) с 11 по 15 лет, где был старостой и игроком футбольной команды. С детства болел за «Эвертон», играл в юношеской сборной Англии. Был женат (супруга Мэри, в браке с июня 1954 года), в браке родились дочери Никола (1956—1958), Хилари (р. 1959) и Линн (р. 1961).
Воспитанник лиги, известной как «Комбинация Сент-Хеленс». Начинал карьеру в клубе «Прескот Кейблз». Дебютировал 3 марта 1954 года в матче против «Тоттенхэм Хотспур», сыграл за клуб всего 164 матча в Футбольной лиге и один матч в Кубке Англии, забив 8 голов. Свой первый гол забил в январе 1957 года в ворота «Блэкпула». В 1958 году выиграл Кубок Англии: его команда победила со счётом 2:0 «Манчестер Юнайтед».
В феврале 1961 года Хеннин ушёл в команду «Честер Сити», дебютировав в игре против «Рексема». В следующем сезоне он стал капитаном команды, однако после её вылета из соответствующего дивизиона покинул клуб. Позже сыграл 38 матчей за «Уиган Атлетик» в лиге графства Чешир.